# CPUID
CPUID je symbolické pojmenování strojové instrukce na architektuře x86, která umožňuje zjistit informace o procesoru. Toto pojmenování je odvozeno z anglického CPU IDentification. Instrukce se prvně objevila na procesorech Intel 80486. Na novějších procesorech poskytuje tato instrukce stále více informací.
Instrukce se typicky využívá ke zjištění podpory instrukcí MMX nebo SSE, dále ke zjištění výrobce a modelu procesoru, velikosti paměti cache, sériového čísla procesoru. Instrukcí není možné zjistit takt procesoru. Informace vrácené instrukcí se z části liší u procesorů společností Intel a AMD. Dříve platilo, že procesory AMD poskytovaly větší množství informací (např. o velikostech L1 a L2 cache).
Operační kód instrukce je 0FA2h. Obsah registru EAX při volání instrukce určuje, kterou informaci má procesor vrátit. Před použitím instrukce je nutné si ověřit, zda ji procesor podporuje. Program může použít CPUID k určení typu procesoru a zda jsou implementovány funkce jako MMX/SSE.

## Ukázka kódu
Úsek kódu v MASM zjišťující podporu instrukce CPUID a testující, zda se jedná o procesor AMD porovnáním obsahu registrů EBX, EDX a ECX s řetězcem AuthenticAMD:
```
 
; zjištění podpory instrukce CPUID

 
pushfd

 
pop
         
eax

 
mov
         
ebx
,
 
eax

 
xor
         
eax
,
 
00200000
h

 
push
        
eax

 
popfd

 
pushfd

 
pop
         
eax

 
cmp
         
eax
,
 
ebx

 
jz
          
l_NoCPUID

 
; instrukce je podporována

 
; ...

 
jmp
         
l_EndCPUID

 
l_NoCPUID:

 
; instrukce není podporována

 
jmp
         
l_EndCPUInfo

 
l_EndCPUID:

 

 
; zjištění maximální podporované funkce a výrobce procesoru

 
mov
         
eax
,
 
0

 
cpuid

 

 
; zjištění, zda se jedná o AMD

 
.if
 
(
 
ebx
 
==
 
68747541
h
 
)
 
&&
 
(
 
edx
 
==
 
69746
E65h
 
)
 
&&
 
(
 
ecx
 
==
 
444
D4163h
 
)

 
; jedná se o AMD

 
; ...

 
.else

 
; není to AMD

 
.endif

```